# Біддефорд
Біддефорд (англ. Biddeford) — місто (англ. city) в США, в окрузі Йорк штату Мен. Населення — 22 552 особи (2020), що робить Біддефорд першим за чисельністю населення містом в окрузі та шостим в штаті. У місті розташоване Університет Нової Англії, також у місті проходить щорічний франко-американський фестиваль La Kermesse.

## Географія
Біддефорд розташоване на березі затоки Мен, через місто протікає річка Сако.
Біддефорд розташований за координатами 43°26′19″ пн. ш. 70°23′35″ зх. д. / 43.43861° пн. ш. 70.39306° зх. д. (43.438736, -70.392943).  За даними Бюро перепису населення США в 2010 році місто мало площу 153,02 км², з яких 77,93 км² — суходіл та 75,09 км² — водойми.

## Демографія
Згідно з переписом 2010 року, у місті мешкало 21 277 осіб у 8598 домогосподарствах у складі 4972 родин. Густота населення становила 139 осіб/км².  Було 10064 помешкання (66/км²).
Расовий склад населення:
| - 94,8 % — білих - 1,7 % — азіатів - 1,0 % — чорних або афроамериканців - 0,5 % — корінних американців |

До двох чи більше рас належало 1,6 %. Частка іспаномовних становила 1,7 % від усіх жителів.
За віковим діапазоном населення розподілялося таким чином: 18,7 % — особи молодші 18 років, 66,0 % — особи у віці 18—64 років, 15,3 % — особи у віці 65 років та старші. Медіана віку мешканця становила 38,3 року. На 100 осіб жіночої статі у місті припадало 90,5 чоловіків;  на 100 жінок у віці від 18 років та старших — 87,7 чоловіків також старших 18 років.
Середній дохід на одне домашнє господарство  становив 59 756 доларів США (медіана — 46 940), а середній дохід на одну сім'ю — 71 800 доларів (медіана — 57 701). Медіана доходів становила 40 748 доларів для чоловіків та 34 155 доларів для жінок. За межею бідності перебувало 18,2 % осіб, у тому числі 19,9 % дітей у віці до 18 років та 10,2 % осіб у віці 65 років та старших.
Цивільне працевлаштоване населення становило 11 541 особа. Основні галузі зайнятості: освіта, охорона здоров'я та соціальна допомога — 24,2 %, мистецтво, розваги та відпочинок — 13,9 %, роздрібна торгівля — 13,3 %.

## Галерея

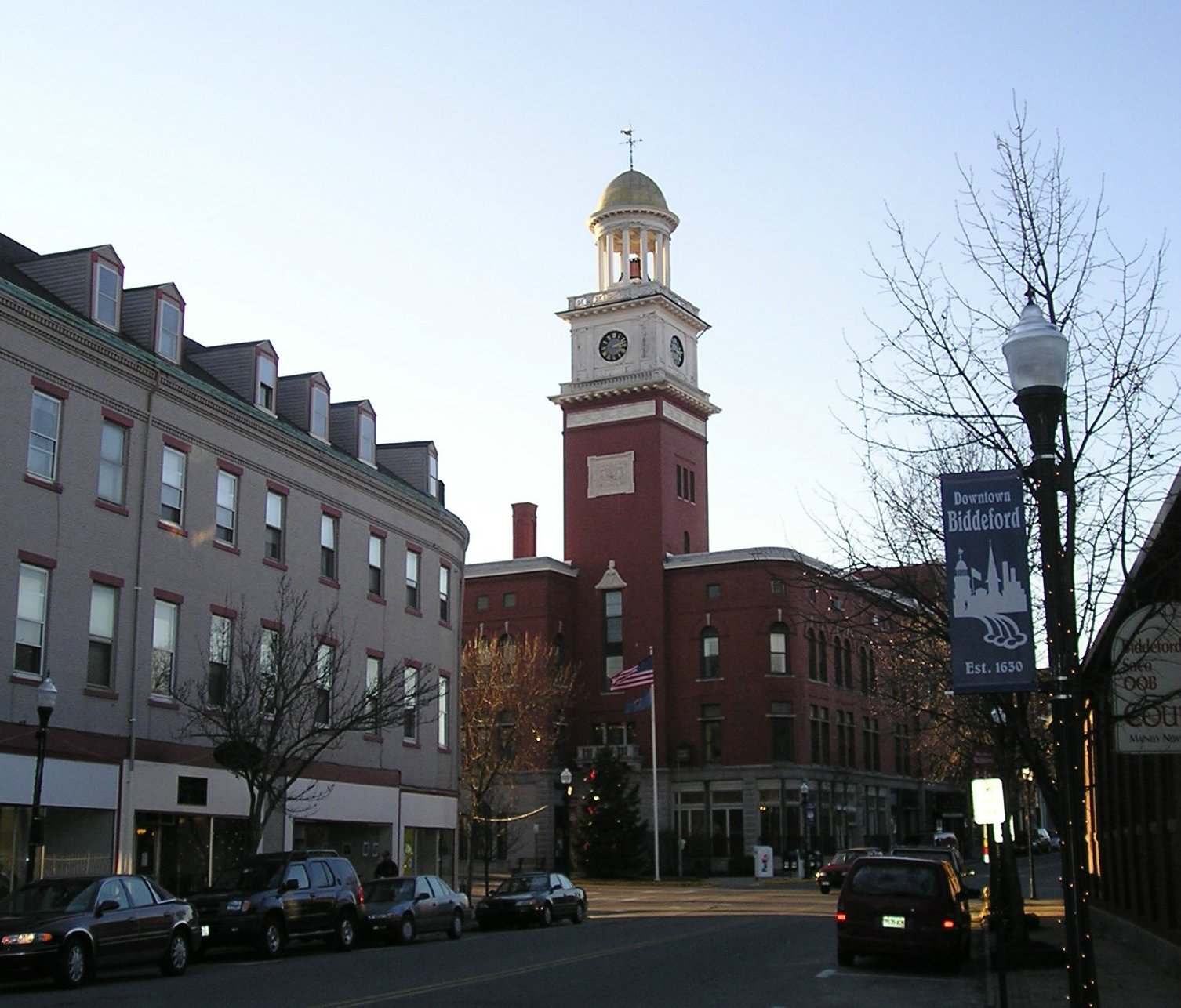
Мерія міста
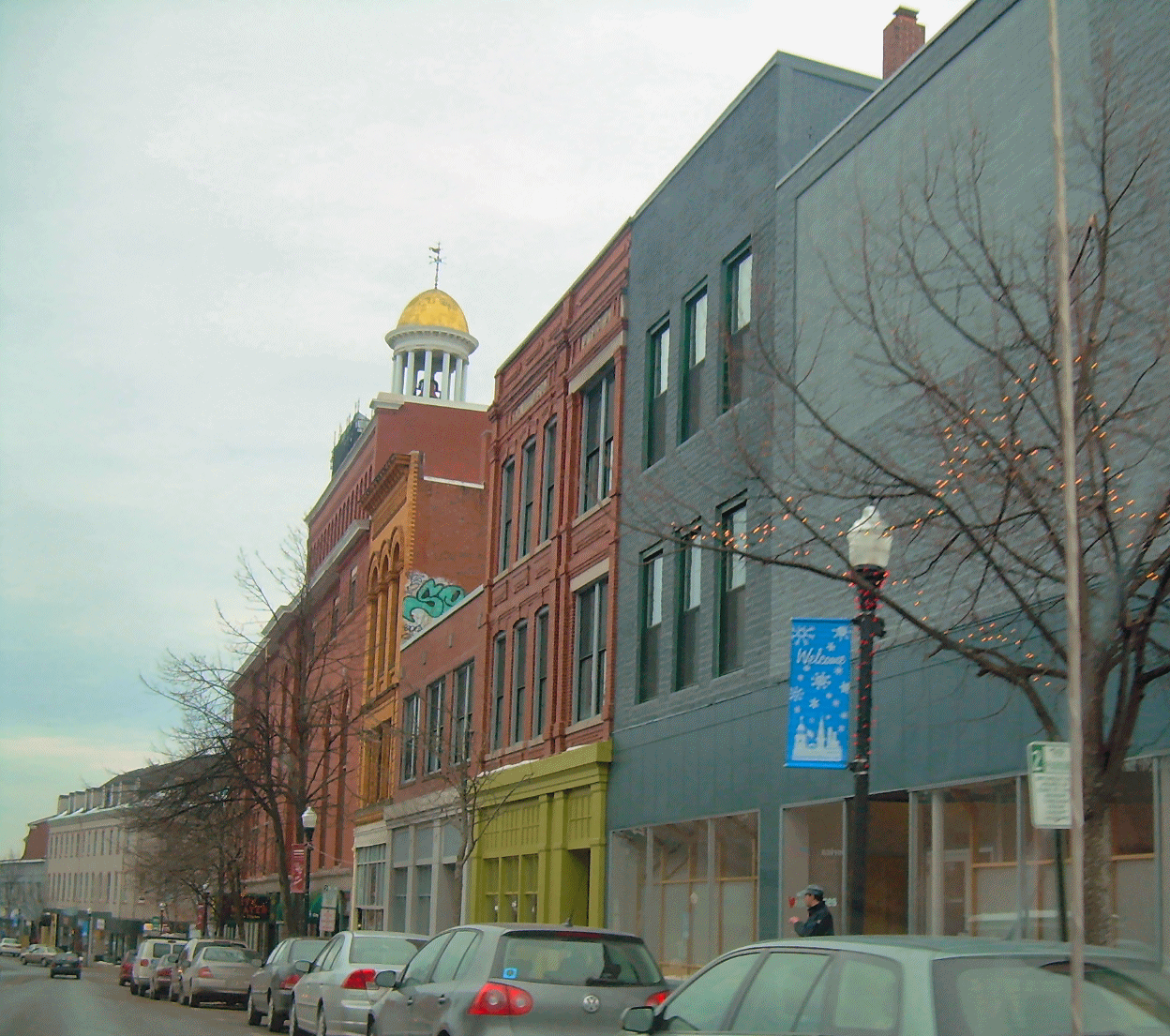
Ділова частина міста
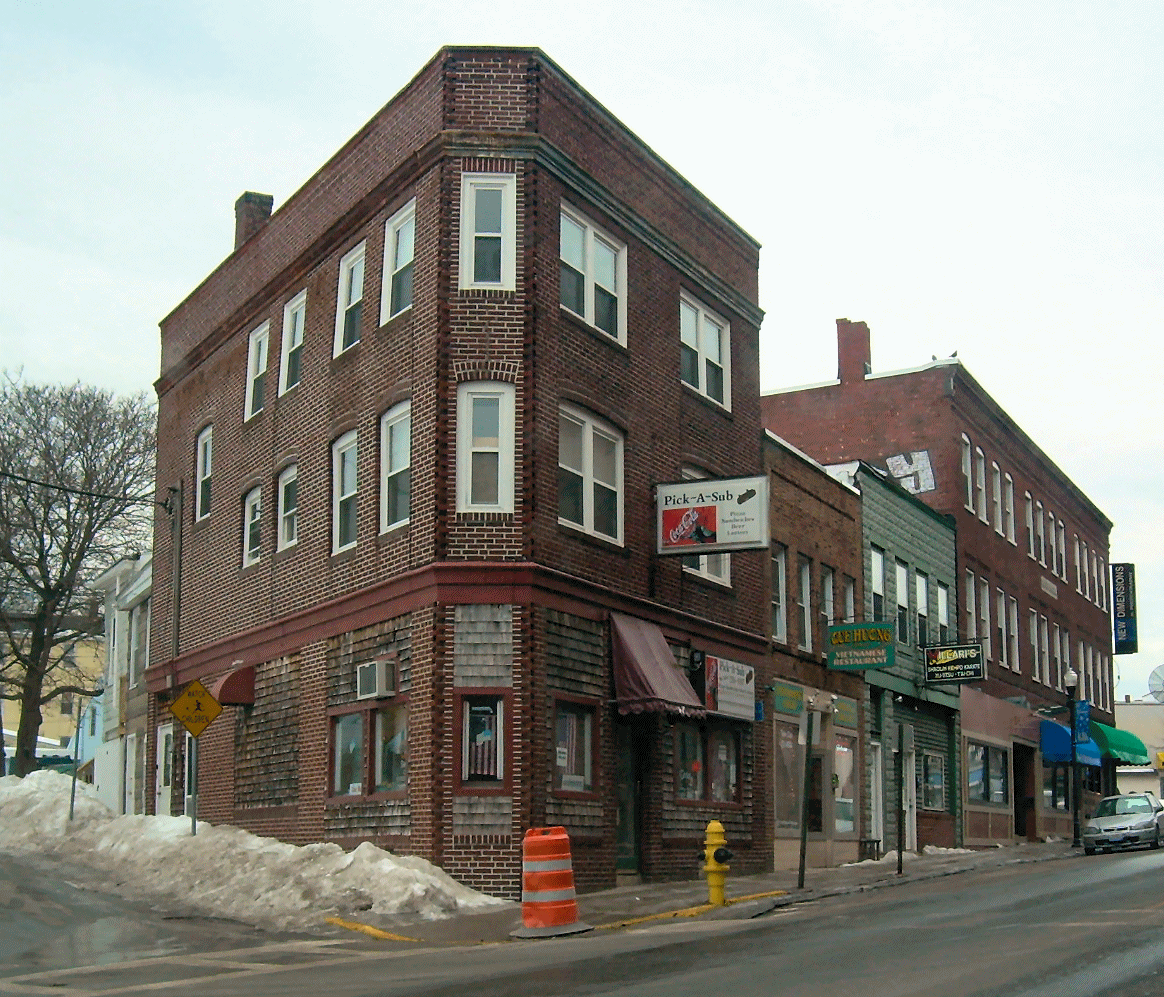
Мейн-стріт
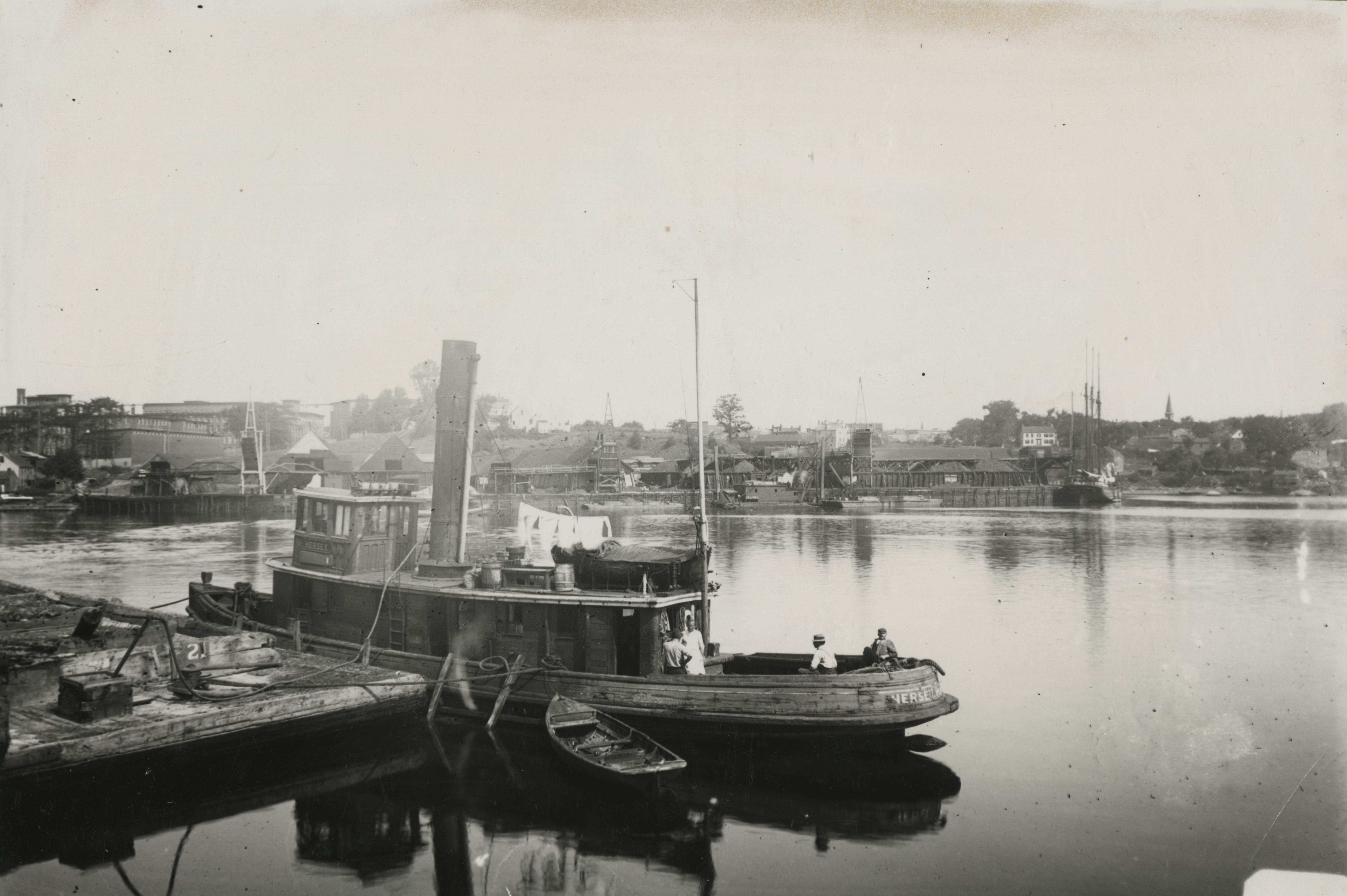
Буксир у міської пристані, 1912